# Organisationen för stater i Afrika, Västindien och Stillahavsområdet

AVS-länderna

Organisationen för stater i Afrika, Västindien och Stillahavsområdet, tidigare gruppen av stater i Afrika, Västindien och Stillahavsområdet, även känt som AVS-länderna eller AVS-staterna, är en organisation för de tidigare europeiska kolonierna i Afrika söder om Sahara, Västindien och Stillahavsområdet. Samarbetet mellan EU och AVS-staterna baserar sig på Cotonouavtalet.

## Afrika
| - Angola - Benin - Botswana - Burkina Faso - Burundi - Kamerun - Kap Verde - Centralafrikanska republiken - Tchad - Komorerna - Kongo-Brazzaville - Kongo-Kinshasa - Elfenbenskusten - Djibouti - Ekvatorialguinea - Eritrea | - Etiopien - Gabon - Gambia - Ghana - Guinea - Guinea-Bissau - Kenya - Lesotho - Liberia - Madagaskar - Malawi - Mali - Mauretanien - Mauritius - Moçambique - Namibia | - Niger - Nigeria - Rwanda - São Tomé och Príncipe - Senegal - Seychellerna - Sierra Leone - Somalia - Sydafrika - Sudan - Swaziland - Tanzania - Togo - Uganda - Zambia - Zimbabwe |

## Västindien
| - Antigua och Barbuda - Bahamas - Barbados - Belize - Kuba - Dominica - Dominikanska republiken - Grenada | - Guyana - Haiti - Jamaica - Saint Kitts och Nevis - Saint Lucia - Saint Vincent och Grenadinerna - Surinam - Trinidad och Tobago |

## Stillahavsområdet
| - Cooköarna - Östtimor - Fiji - Kiribati - Marshallöarna - Mikronesiska federationen - Nauru - Niue | - Palau - Papua Nya Guinea - Samoa - Salomonöarna - Tonga - Tuvalu - Vanuatu |